# 극지연구소
극지연구소(極地硏究所, Korea Polar Research Institute, KOPRI)는 대한민국의 극지 전문기관으로, 대한민국 해양수산부 한국해양과학기술원 부설 기관이다. 소재지는 인천광역시 연수구이다.

## 연혁
- 1985년 03월 - 남극해양생물자원보존협약(CCAMLR) 가입
- 1986년 011월 - 세계 33번째로 남극조약 가입
- 1987년 03월 - 한국해양연구소에 극지연구실 신설
- 1987년 08월 - 한국남극연구과학위원회(KONCAR) 창립
- 1987년 12월 - 남극연구과학위원회(SCAR) 가입
- 1988년 01월 - 대한민국 제1차 남극과학연구단 파견
- 1988년 02월 - 남극 세종과학기지 준공
- 1989년 10월 - 남극조약협의당사국(ATCP) 지위 획득 (세계 23번째)
- 1990년 07월 - 남극연구과학위원회(SCAR) 정회원국 가입 (세계 22번째)
- 1990년 07월 - 한국해양연구소 극지연구실을 극지연구센터로 확대 개편
- 2001년 10월 - 한국북극과학위원회(KASCO) 창립
- 2002년 04월 - 국제북극과학위원회(IASC) 가입. 북극다산과학기지 개설
- 2002년 06월 -  남북극 업무를 통합한 한국극지연구위원회(KONPOR) 창립
- 2004년 04월 - 극지연구소 설립 (독립적인 운영을 하는 부설기관으로 승격)
- 2006년 03월 - 인천경제자유구역(송도)으로 연구소 이전
- 2009년 11월 - 쇄빙연구선「ARAON」건조 완료
- 2009년 12월 - 쇄빙연구선「ARAON」 남극 첫 출항
- 2010년 03월 - 장보고 과학기지 건설지, 남극 로스해 테라노바베이로 확정
- 2010년 07월 - 쇄빙연구선「ARAON」 북극 첫 출항
- 2013년 04월 - 극지연구소 신청사 준공 및 이전 (인천 연수구 송도미래로 26)
- 2014년 02월 - 남극 장보고 과학기지 준공, 제1차 월동대 활동개시
- 2018년 04월 - 세종기지 하계연구동 신축

## 조직

### 극지연구소장

##### 연구부서
- 극지기후과학연구부
- 극지지구시스템연구부
- 극지생명과학연구부
- 극지해양과학연구부
- 극지고환경연구부
- K-루트 사업단
- 해수면변동예측사업단
- 극지유전체사업단
- 북극해빙예측사업단

##### 기획부
- 기획예산팀, 연구개발팀, 사업관리팀

##### 인프라운영부
- 기지지원팀, 쇄빙선운영팀, 기술지원실

##### 행정부
- 지식정보실, 인사팀, 재무팀, 총무자재팀, 시설보안팀

#### 정책협력부
- 미래전략실, 국제협력팀, 홍보팀

## 과학기지
- 남극세종과학기지
- 북극다산과학기지
- 남극장보고과학기지

## 연구선
- 아라온

## 같이 보기
- 쇄빙선